# Police nad Metují
Police nad Metují (Duits: Politz an der Mettau) is een Tsjechische stad in de regio Hradec Králové, en maakt deel uit van het district Náchod. Police nad Metují telt 4306 inwoners.

## Bestuurlijke indeling
Tot Police nad Metují behoren ook de dorpen Hlavňov, Hony, Pěkov, Radešov und Velká Ledhuje.

## Bezienswaardigheden

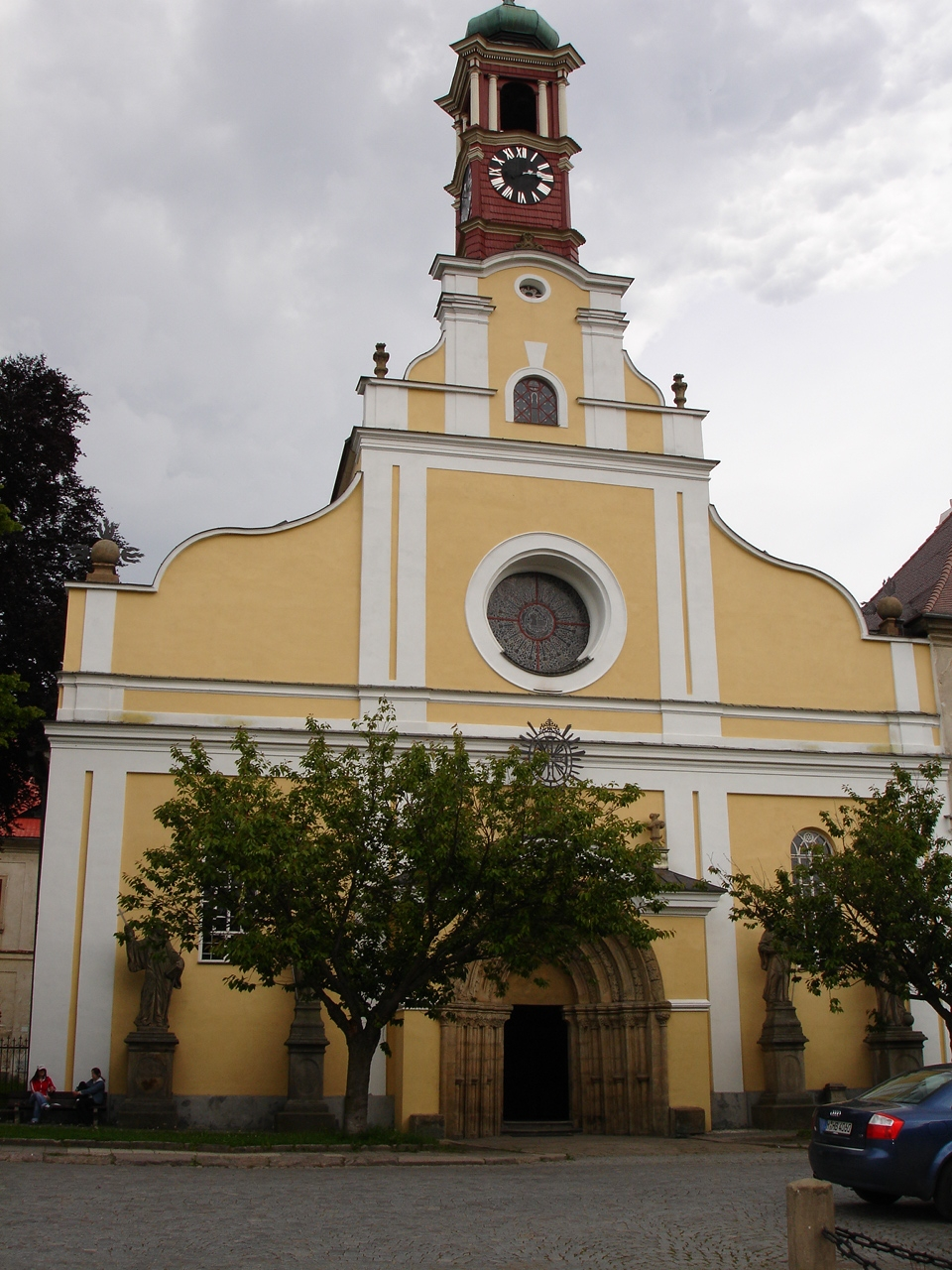
Kloosterkerk

- Kloosterkerk Mariä Himmelfahrt uit 1294 met ernaast gelegen kloostergebouw
- Stadhuis uit de 18de eeuw

## Geboren in Police nad Metují
- Hans Wihan (1855-1920), cellist, viooldocent aan het Praagse conservatorium
- Václav Vladivoj Tomek, (1818-1905) historicus

## Partnersteden
- Saltara, Italië
- Świdnica, Polen

Adršpach ·
Bezděkov nad Metují ·
Bohuslavice ·
Borová ·
Božanov ·
Broumov ·
Brzice ·
Bukovice ·
Černčice ·
Červená Hora ·
Červený Kostelec ·
Česká Čermná ·
Česká Metuje ·
Česká Skalice ·
Dolany ·
Dolní Radechová ·
Hejtmánkovice ·
Heřmanice ·
Heřmánkovice ·
Horní Radechová ·
Hořenice ·
Hořičky ·
Hronov ·
Hynčice ·
Chvalkovice ·
Jaroměř ·
Jasenná ·
Jestřebí ·
Jetřichov ·
Kramolna ·
Křinice ·
Lhota pod Hořičkami ·
Libchyně ·
Litoboř ·
Machov ·
Martínkovice ·
Mezilečí ·
Mezilesí ·
Meziměstí ·
Nahořany ·
Náchod ·
Nové Město nad Metují ·
Nový Hrádek ·
Nový Ples ·
Otovice ·
Police nad Metují ·
Provodov-Šonov ·
Přibyslav ·
Rasošky ·
Rožnov ·
Rychnovek ·
Říkov ·
Sendraž ·
Slatina nad Úpou ·
Slavětín nad Metují ·
Slavoňov ·
Stárkov ·
Studnice ·
Suchý Důl ·
Šestajovice ·
Šonov ·
Teplice nad Metují ·
Velichovky ·
Velká Jesenice ·
Velké Petrovice ·
Velké Poříčí ·
Velký Třebešov ·
Vernéřovice ·
Vestec ·
Vlkov ·
Vršovka ·
Vysoká Srbská ·
Vysokov ·
Zábrodí ·
Zaloňov ·
Žďár nad Metují ·
Žďárky ·
Žernov